# Adrià Domenech
Adrià Domenech Fontana (Vilafranca del Penedès, 18 luglio 2002) è un cestista spagnolo.

## Carriera

### Nazionale
Con la nazionale Under-19 spagnola ha partecipato al Mondiale di categoria del 2021, concluso al quinto posto finale. Nel 2022 ha vinto la medaglia d'oro all'Europeo Under-20, disputato in Montenegro.